# Thierry Ganthier
 (juillet 2022).
Si vous disposez d'ouvrages ou d'articles de référence ou si vous connaissez des sites web de qualité traitant du thème abordé ici, merci de compléter l'article en donnant les références utiles à sa vérifiabilité et en les liant à la section « Notes et références ».
Thierry Ganthier, né le 19 mars 1964 à Reims, est un footballeur français.
Après un cycle sport-étude de 2 ans il intègre le centre de formation du Stade de Reims en tant qu'aspirant. Un an après il choisit de passer le concours pour rentrer à l'INF de Vichy et y fait 3 années dans une superbe promotion avec les Papin, Tholot, Nadon, etc.
Dès sa sortie, l'avenant à son contrat signé pour le libérer de son contrat d'aspirant l'oblige à revenir dans son club d'origine, il intègre les pros du stade de Reims où il joua en D2 et en D3 avec la réserve professionnelle.
Ensuite il est recruté par le FC Valence et y devient une pièce essentielle au milieu de terrain jusqu'au dépôt de bilan du club. Il choisit alors très vite ensuite de se reconvertir quand Daniel Vertelary président du SC Choisy le Roi et Vice président du Variété club de France lui demande de devenir l'entraîneur joueur de son équipe. Il rentre par la même occasion dans la société du Président et y est rejoint par la suite par Dominique Bathenay et Jean-Pierre Orts.

## Carrière de joueur
- Stade de Reims
- INF Vichy
- Stade de Reims
- ASOA Valence
- Entraîneur-joueur AS Choisy-le-Roi
- Puis joueur à l'AS Choisy-le-Roi avec Dominique Bathenay comme entraîneur